# Барсов Олексій Володимирович
Олексій Володимирович Барсов (рос. Алексей Владимирович Барсов, (узб. Aleksey Barsov; (3 квітня 1966, Самарканд) – узбецький шахіст, гросмейстер від 2000 року.

## Шахова кар'єра
Перших успіхів на міжнародній арені досягнув після розпаду Радянського Союзу. 1991 року посів 2-ге місце (позаду Фелікса Левіна) на турнірі за круговою системою в Кечкеметі. У 1992 році переміг (разом з Брайоном Ніколлофом) на турнірі Canadian Open Chess у Скарборо, а також поділив 2-ге місце (позаду Миколи Пушкова, разом із, зокрема, Ратміром Холмовим) в Орлі. 1998 року переміг в Оксфорді (турнір B, разом з Коліном Краучем), Вемдінгу (разом із, зокрема, Райнером Полціном i Младеном Муше), а також поділив 2-ге місце (za Еріком Ван Дер Дулом, разом з Олександром Береловичем) у Дірені. 1999 року поділив 1-ше місце (разом з Тігером Гілларпом Персоном i Джуліаном Годжсоном) у Йорку, посів також посів 2-ге місце (позаду Коліна Макнаба) в Хампстеді. У 2001 році переміг серед дев'яти шахістів турнірі Golden Cleopatra в Каїрі, поділив 2-ге місце (позаду Сергія Загребельного, разом з Ельмаром Магеррамовим) в Абу-Дабі, а також поділив 3-тє місце на чемпіонаті Азії, який відбувся в Калькуті (результат цей повторив 2003 року в Досі). На межі 2001 i 2002 років досягнув значного успіху, поділивши 1-ше місце (разом з Пенталою Харікрішною i Крішнаном Сашикіраном) на традиційному турнірі в Гастінґсі. 2003 року поділив 1-ше місце (разом з Томасом Гаттерсом) у Гвелфі, а також переміг у Тарбі. 2004 року переміг у Сен-Кантені. У 2005 році посів 1-ше місце в Селесті й у Касабланці, а також посів 2-ге місце (за Володимиром Добровим) у Кардіффі. 2006 року здобув золоту медаль чемпіонату Узбекистану. 2007 року поділив 1-ше місце в Монказа-і-Рашяк (разом з Фаб'єном Лібішевскі, Логманом Гулієвим i Юрі Гонсалесом Відалем) i Понтеведрі (разом з Валентином Йотовим, Ілмарсом Старостітсом, Маркосом Льянесою Вегою i Джурабеком Чамракуловим).
У 2000–2008 роках чотири рази представляв команду країни на шахових олімпіадах, найвищого успіху в особистому заліку досягнув 2000 року в Стамбулі, де виборов золоту нагороду на 4-й шахівниці. Двічі стартував у чемпіонатах світу ФІДЕ, які проходили за олімпійською системою, обидва рази програвши свої поєдинки в першому раунді: 2001 року Є Цзянчуаню, a 2004 – Олександрові Бєлявському.
Найвищий рейтинг Ело дотепер мав станом на 1 квітня 2002 року, мав тоді 2550 пунктів i посідав друге місце (позаду Рустама Касимджанова) серед узбецьких шахістів.

## Зміни рейтингу
| На цьому місці має відображатися графік чи діаграма, однак з технічних причин його відображення наразі вимкнено. Будь ласка, не видаляйте код, який викликає це повідомлення. Розробники вже працюють для того, щоби відновити штатне функціонування цього графіка або діаграми. | |
| | На цьому місці має відображатися графік чи діаграма, однак з технічних причин його відображення наразі вимкнено. Будь ласка, не видаляйте код, який викликає це повідомлення. Розробники вже працюють для того, щоби відновити штатне функціонування цього графіка або діаграми. |